# Theodor Höpingk
Theodor Höpingk (Soest, 1591 – Friedberg (Hessen), 1641) német történész, jogász, heraldikus.

## Munkássága
1627-ben Marburgban a történelem és a retorika tanára és jogi doktor volt. 1635-ben Frankfurt am Mainban, majd Friedbergben tartózkodott. 
Nagy hatással volt rá Silvester Petra Sancta, akinek elveit és heraldikai rendszerét továbbfejlesztette, de a történeti forrásokat nem használta olyan ügyesen, mint Petra Sancta. Ő is vallotta a címerek szimbolikus jellegét és ezt sokan félreértették, amikor azt hirdette, hogy „a címerek valamely családnak hieroglifa-szerű képei, amelyek nevezetes cselekedeteket jelképeznek“. 
Az 1639 februárjában befejezett, de csak 1642-ben, Nürnbergben megjelent műve (De insignium sive armorum) jó tudományos színvonalat képvisel, de a történeti forrásokat még nem használta következetes módon. Ezek sokasága azonban a címertan és más tudományterületek számára is értékes művé teszi. 

## Művei
- De Insignium Sive Armorum Prisco Et Novo Jure Tractatvs Jvridico-Historico-Philologicus : In quo Dignitatis, Militiæ, Gentis Pontificalia, Imperialia, Regia … Insignia, Horum Appellationes Variæ, Descriptiones, Genera, Origines … Ex Sacro Bibliorum Codice, Jure Canonico, … discutiuntur & enodantur / Theodor Höpingk. – Noribergæ : Endter, 1642

- De sigillorum prisco et novo jure : Tractatus practicus… / Theodor Höpingk. – Noribergae : Endter, 1642

- Theodori Höpingks … consilia sive responsa iuris posthuma à celeberrimis diversarum academiarum facultatibus iuridicis approbata … ; Cum elencho consiliorum, rerum ac verberum indice accurato / Theodor Höpingk. – Francofurti ad Moenum : Weiss, 1654